# Hypsobadistes tenuis
Hypsobadistes tenuis is een rechtvleugelig insect uit de familie grottensprinkhanen (Rhaphidophoridae). De wetenschappelijke naam van deze soort is voor het eerst geldig gepubliceerd in 1977 door Hubbell.